# Mariela Rivas
Mariela Rivas es una actriz colombiana nacida en Manizales (Caldas), reconocida por su participación en series de televisión de su país en las décadas de 1990 y 2000.

## Carrera
Mariela nació en Manizales pero se mudó con su familia a la ciudad de Bogotá cuando aún era una niña. Iniciando en el teatro, Rivas hizo su debut en la televisión interpretando el personaje de Florinda en la telenovela Lejano azul de 1983, dirigida por Jairo Soto y producida por Malcolm Aponte. En 1987 integró el elenco de El Cristo de espaldas bajo la dirección de Jorge Alí Triana. Un año después logró reconocimiento nacional por su destacada interpretación de Raquel Acevedo, antagonista en la telenovela El segundo enemigo de Julio Jiménez.
En 1991 hizo parte del elenco de la telenovela ¿Por qué mataron a Betty si era tan buena muchacha?, con historia escrita también por el mencionado Julio Jiménez. Un año después apareció en la serie La alternativa del escorpión y en 1993 en Los motivos de Lola, serie creada por Socorro González. Otras de sus apariciones en televisión en la década de 1990 incluyen El oasis (1994), La elegida (1997) y La mujer del presidente (1997). En cine, interpretó a Aída de Pinto en la película La toma de la embajada, basada en el hecho histórico ocurrido el 27 de febrero de 1980 cuando el grupo guerrillero M-19 realizó la toma de la embajada de la República Dominicana en Bogotá. En la década de 2000, Rivas apareció en las series de televisión El precio del silencio (2002), Lorena (2005) y Montecristo (2007).

## Filmografía

### Cine y televisión
- 1983 -  Lejano azul
- 1987 -  El Cristo de espaldas
- 1988 -  El segundo enemigo
- 1991 -  ¿Por qué mataron a Betty si era tan buena muchacha?
- 1992 -  La alternativa del escorpión
- 1992 -  Los motivos de Lola
- 1994 -  El oasis
- 1997 -  La elegida
- 1997 -  La mujer del presidente
- 2000 -  La toma de la embajada
- 2002 -  El precio del silencio
- 2005 -  Lorena
- 2007 -  Montecristo
- 2009 -  Aquí no hay quien viva
- 2015 -  La Tusa